# Mompha tricristatella
Mompha tricristatella é uma espécie de mariposa do gênero Mompha pertencente à família Coleophoridae.